# نادي شباب طيبة
نادي شباب طيبة، نادي كرة قدم سعودي من الأندية الخاصة في منطقة المدينة المنورة، تأسس في عام 2022 م, شارك لأول مرة في موسم 2023-2024 في مصاف اندية دوري الدرجة الرابعة السعودي لكرة القدم.